# Castagno (colore)
Il castagno o rosso indiano è una tonalità brunastra di colore rosso. È chiamato così da un tipo di terreno che si trova in India. È quindi un tono della terra, ma anche un rosso. Si compone di ossidi naturali del ferro.
Altre tonalità degli ossidi del ferro includono il colore rosso rosso ed inglese veneziano.

## Castagno scuro
Il colore presente a destra è il castagno scuro.